# Mandamento di Oderzo
Il mandamento di Oderzo era un mandamento italiano comprendente dieci comuni della provincia di Treviso.
Coincideva con il vecchio distretto II di Oderzo della vecchia provincia di Treviso, a sua volta derivato dal cantone II di Oderzo del dipartimento del Tagliamento. Vi rientravano i comuni di Cimadolmo, Fontanelle, Mansuè, Oderzo (10 171 abitanti nel 1921), Ormelle, Piavon (oggi frazione di Oderzo), Ponte di Piave, Portobuffolé, Salgareda e San Polo di Piave.
Come tutti i mandamenti, fu soppresso nel 1923.